# Tibetanski budizam
Tibetanski budizam (poznat i kao lamaizam) je poseban oblik budističkog učenja, karakterističan za Tibet i područje Himalaje, uključujući i Nepal, Butan, sjevernu Indiju, Mongoliju, sjeveroistočnu Kinu i Rusiju (Kalmikija, Burjatija i Tuva). Uključuje učenja tri velika "vozila"[nedostaje izvor] budizma: hinajanu, mahajanu i vadrajanu, kao i elemente tibetanske predbudističke religije u vidu lokalnih božanstava primljenih u budistički panteon. Budisti na Tibetu broje oko pola milijuna od oko tri milijuna stanovnika.
Nakon što je Narodna Republika Kina okupirala Tibet 1950-ih godina, tibetanske izbjeglice i dijaspora su proširili utjecaj tibetanskog budizma i u brojne zapadne zemlje. Od 1959. godine je Dalaj Lama živi u prognanstvu. 

## Vanjske poveznice
- Tibetski budizam  Arhivirana inačica izvorne stranice od 28. veljače 2009. (Wayback Machine)
- The Tibetan Buddhist Resource Center
- Tibetan Buddhism: History and the Four Traditions  Arhivirana inačica izvorne stranice od 7. lipnja 2008. (Wayback Machine)